# Eugene Shoemaker

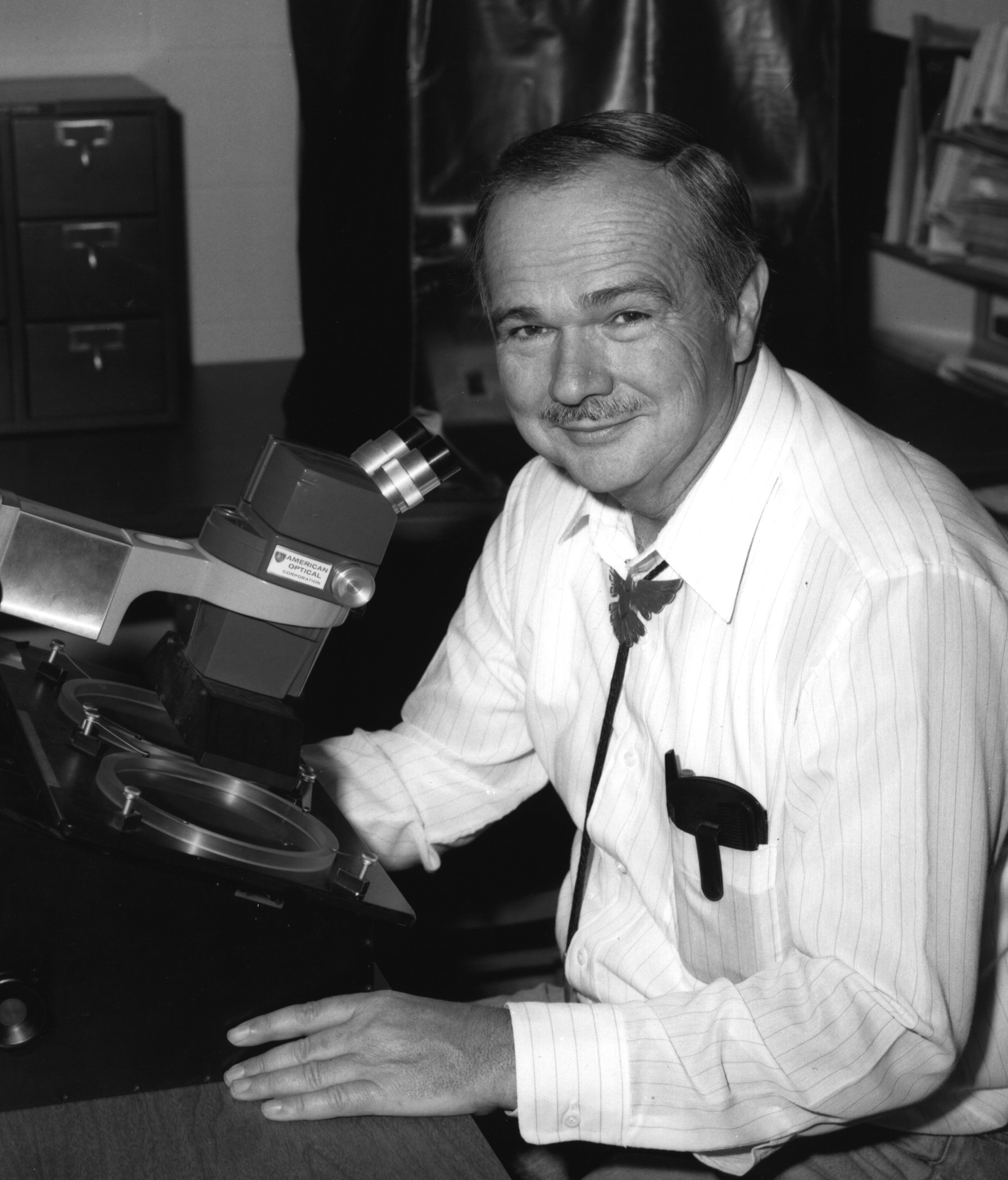
Eugene Shoemaker am Stereomikroskop zur Entdeckung von Kleinplaneten

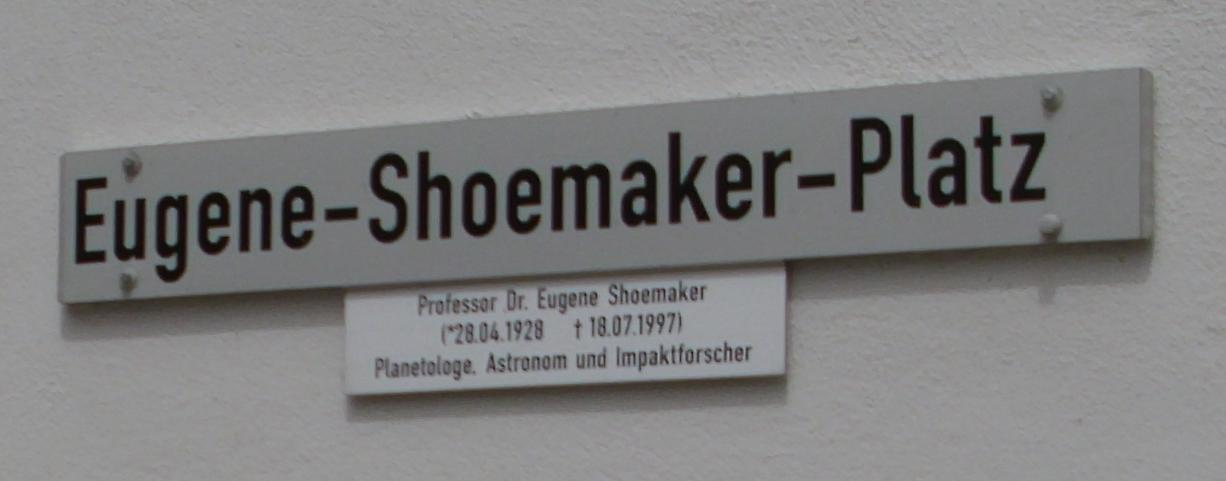
Eugene-Shoemaker-Platz in Nördlingen am Rieskratermuseum

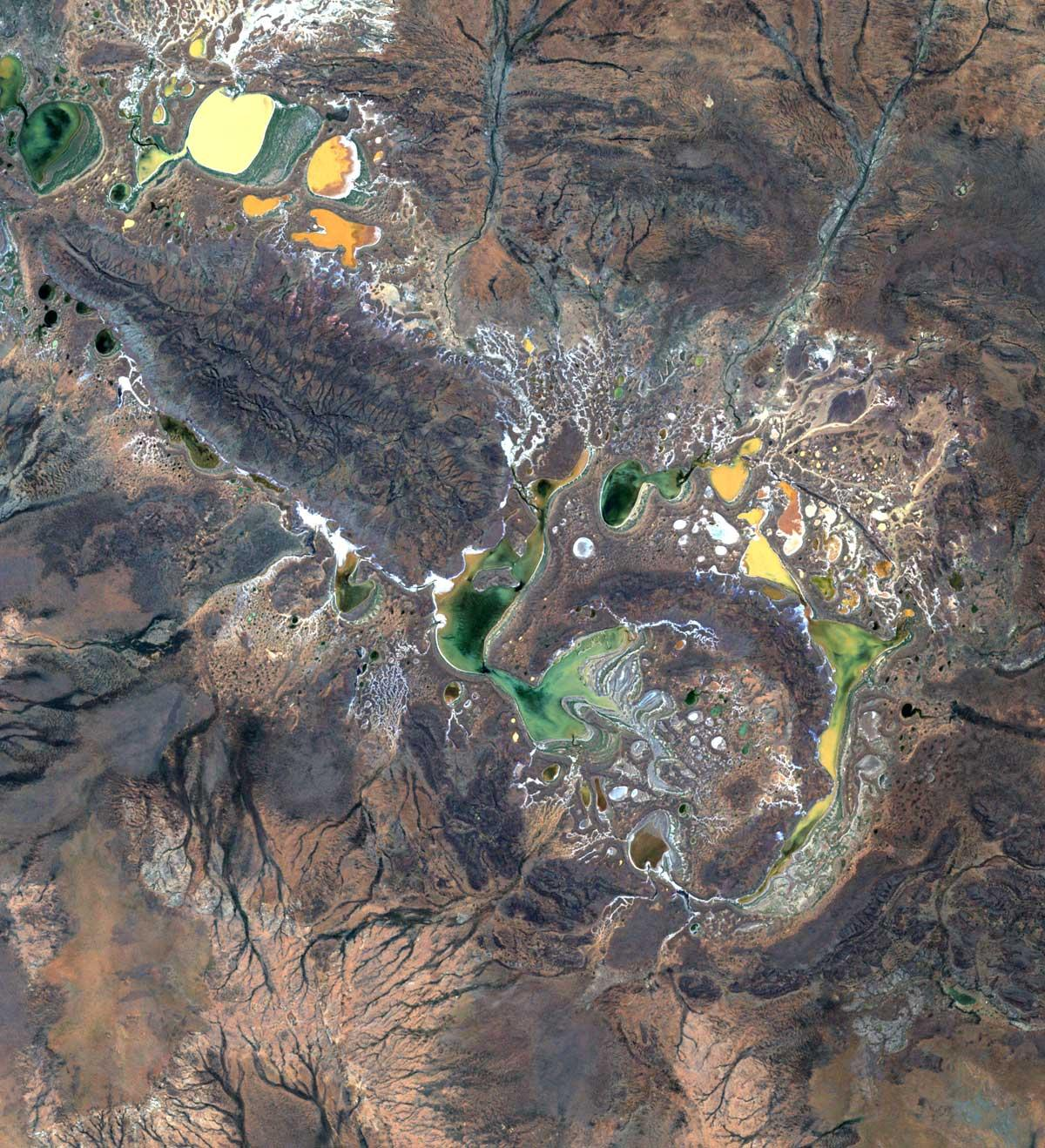
Einschlagkrater „Shoemaker“ in Australien

Eugene Merle Shoemaker (* 28. April 1928 in Los Angeles, USA; † 18. Juli 1997 bei Alice Springs, Australien), auch Gene Shoemaker, war ein US-amerikanischer Geologe, Impaktforscher und Astronom. Bekannt wurde er als Mitentdecker und Namensgeber des Kometen Shoemaker-Levy 9 (mit seiner Frau Carolyn Shoemaker und David H. Levy).

## Leben
1950 nahm er im Alter von 22 Jahren eine Stelle beim Geologischen Dienst der USA an, mit dem er lebenslang verbunden blieb.
1960 konnte er in seiner Promotionsarbeit in Princeton schlüssig zeigen, dass der Barringer-Meteorkrater tatsächlich durch einen Meteoriteneinschlag entstanden ist. Zeitgleich konnte er, zusammen mit Edward C. T. Chao, nachweisen, dass auch das Nördlinger Ries durch einen Meteoriteneinschlag entstand.
1961 gründete er das Astrogeologische Forschungsprogramm des United States Geological Survey und war auch dessen erster Direktor. Ferner war er an den Lunar-Ranger-Missionen sowie dem Training der amerikanischen Astronauten für das Apollo-Programm beteiligt. Shoemaker war sogar als erster Wissenschaftsastronaut für das Apollo-Programm vorgesehen und sollte zum Mond fliegen, aus gesundheitlichen Gründen kam es jedoch nicht dazu und er trainierte in Folge die Apollo-Crews. Im Juli 1969 war er Chefwissenschaftler der Apollo-11-Mission, mit der Neil Armstrong und Buzz Aldrin zum Mond gelangten.
Seine Karriere in der Astronomie begann 1973, als er am Palomar-Observatorium nach Asteroiden und Kometen zu suchen begann, die die Umlaufbahn der Erde kreuzen. Später wurde er dabei von seiner Frau Carolyn und David Levy unterstützt. Neben der Entdeckung des Kometen Shoemaker-Levy 9 konnte die Gruppe um Shoemaker noch die Entdeckung von rund 30 weiteren Kometen und von etwa 800 Asteroiden, darunter auch zahlreiche erdnahe Asteroiden, verbuchen. Er wurde 1980 in die National Academy of Sciences und 1993 in die American Academy of Arts and Sciences gewählt.
Eugene Shoemaker starb am Nachmittag des 18. Juli 1997, als sein Pick-up mit einem entgegenkommenden Fahrzeug frontal kollidierte. Shoemaker war mit seiner Frau auf der Tanami Road in der Tanamiwüste etwa 650 km nordwestlich von Alice Springs unterwegs. Auf der Schotterpiste wich er vor dem entgegenkommenden Fahrzeug nach rechts aus, wobei er den in Australien geltenden Linksverkehr nicht beachtete. Seine Frau überlebte verletzt, vier weitere Insassen blieben unverletzt.
Ein paar Gramm seiner Asche wurde von der Raumsonde Lunar Prospector per 1999 erfolgtem Einschlag auf den Mond gebracht. Als Behältnis diente eine Kapsel von der Größe eines Lippenstiftes, in die ein Vers aus William Shakespeares Romeo und Julia eingraviert war. Er war der erste und bisher einzige, dem dies zuteilwurde.
In Würdigung seiner Verdienste um die Impaktforschung wurde der ursprünglich als „Teague Ring“ bezeichnete Einschlagkrater in der Nähe von Wiluna, Westaustralien 1998 in „Shoemaker-Krater“ umbenannt. Auch ein Mondkrater sowie (2074) Shoemaker, ein Asteroid des inneren Hauptgürtels, sind nach Shoemaker benannt. Nightwish widmeten ihm 2020 den Song Shoemaker.